# 5 tháng 12
Ngày 5 tháng 12 là ngày thứ 339 (340 trong năm nhuận) trong lịch Gregory. Còn 26 ngày trong năm.

## Sự kiện
- 334 – Chỉ vài tháng sau khi kế vị chú là Lý Hùng, Hoàng đế Lý Ban bị sát hại trong cuộc binh biến của em họ, Lý Kỳ sau đó trở thành quân chủ nước Thành.
- 494 – Sau khi phế truất cháu họ là Tiêu Chiêu Văn, Tiêu Loan lên ngôi hoàng đế Nam Tề, tức Nam Tề Minh Đế, tức ngày Quý Hợi (22) tháng 10 năm Giáp Tuất.
- 1492 – Cristoforo Colombo trở thành người châu Âu đầu tiên đặt trên lên hòn đảo Hispaniola.
- 1496 – Quốc vương Manuel I của Bồ Đào Nha ban một sắc lệnh trục xuất "những kẻ dị giáo" khỏi quốc gia.
- 1757 – Quân Phổ giành được thắng lợi trước quân Áo trong trận Leuthen tại lãnh thổ nay thuộc Ba Lan.
- 1848 – Trong Cơn sốt vàng California, Tổng thống Hoa Kỳ James K. Polk xác nhận trước Quốc hội về việc phát hiện được một lượng vàng lớn tại California.
- 1931 – Nhà thờ chính tòa Chúa Kitô Đấng Cứu Độ tại Moskva bị phá hủy theo một lệnh của Stalin.
- 1932 – Nhà vật lý học Albert Einstein được cấp thị thực của Hoa Kỳ.
- 1936 – Cộng hòa Xã hội chủ nghĩa Xô viết Liên bang Ngoại Kavkaz giải thể, chia tách thành ba nước cộng hòa Armenia, Azerbaijan, và Gruzia; Cộng hoà Xã hội chủ nghĩa Xô viết Kirghizia trở thành nước cộng hòa thuộc Liên Xô.
- 1941 – Chiến tranh thế giới thứ hai: Anh Quốc tuyên chiến với Phần Lan, Hungary và Romania.
- 1945 – Chuyến bay 19 biến mất trong Tam giác Bermuda ở Đại Tây Dương.
- 1952 – Đám sương khói khổng lồ 1952: Một trận sương mù lạnh giá tấn công thủ đô Luân Đôn của Anh Quốc, kết hợp với ô nhiễm không khí khiến cho ít nhất 12 nghìn người thiệt mạng trong nhiều tuần và tháng sau đó.
- 1957 – Tổng thống Indonesia Sukarno ra lệnh trục xuất toàn bộ người Hà Lan khỏi quốc gia.
- 1969 – Toàn bộ 4 nút của mạng lưới ARPANET được kết nối.
- 1977 – Ai Cập đoạt tuyệt quan hệ ngoại giao với Syria, Libya, Algérie, Iraq và Nam Yemen. Động thái này nhằm đáp trả Tuyên bố Tripoli chống Ai Cập.
- 1978 – Liên Xô ký kết một "hiệp ước hữu nghị" với Cộng hòa Dân chủ Afghanistan.

## Sinh
- 852 – Chu Toàn Trung, hay Hậu Lương Thái Tổ, hoàng đế triều Hậu Lương tại Trung Quốc, tức 21 tháng 10 năm Nhâm Thân (m. 912)
- 1377 – Chu Doãn Văn, còn gọi là Kiến Văn Đế hay Minh Huệ Đế, hoàng đế triều Minh tại Trung Quốc, tức 5 tháng 11 năm Đinh Tỵ (m. 1402?)
- 1443 – Giáo hoàng Giuliô II (m. 1513)
- 1782 – Martin Van Buren, tổng thống Mỹ thứ 8 (m. 1862)
- 1802 – Heinrich von Plonski, tướng lĩnh quân đội người Đức (m. 1880)
- 1803 – Fyodor Tyutchev, nhà thơ người Nga, tức 23 tháng 11 theo lịch Julius (m. 1873)
- 1820 – Afanasy Fet, nhà thơ người Nga, tức 23 tháng 11 theo lịch Julius (m. 1892)
- 1821 – Siegmund von Pranckh, tướng lĩnh quân đội người Đức (m. 1888)
- 1830 – Christina Rossetti, nhà thơ người Anh (m. 1894)
- 1833 – Karl von Prittwitz und Gaffron, tướng lĩnh quân đội người Đức (m. 1890)
- 1839 – George Armstrong Custer, tướng người Mỹ (m. 1876)
- 1867 – Józef Piłsudski, nhà cánh mạng, chính khách người Ba Lan (m. 1935)
- 1868 – Arnold Sommerfeld, nhà vật lý học người Đức (m. 1951)
- 1890 – Fritz Lang, đạo diễn, nhà kịch bản, nhà sản xuất phim người Mỹ gốc Áo (m. 1976)
- 1896 – Carl Ferdinand Cori, nhà hóa sinh học người Áo-Hung sinh tại Praha nay thuộc Cộng hòa Séc, đoạt giải thưởng Nobel (m. 1984)
- 1901
  - Walt Disney, họa sĩ, đạo diễn, nhà kịch bản, nhà sản xuất phim người Mỹ, đồng sáng lập Công ty Walt Disney (m. 1966)
  - Werner Karl Heisenberg, nhà vật lý người Đức, đoạt giải thưởng Nobel (m. 1976)
- 1903 – Cecil Frank Powell, nhà vật lý người Anh, đoạt giải Nobel (m. 1969)
- 1907 – Lâm Bưu, sĩ quan quân đội và chính trị gia Trung Quốc (m. 1971)
- 1911 – Władysław Szpilman, nghệ sĩ dương cầm người Ba Lan (m. 2000)
- 1921 – Anabuki Satoru, phi công người Nhật Bản (m. 2005)
- 1927 – Bhumibol Adulyadej, Quốc vương Thái Lan, tức năm 2470 theo Phật lịch.
- 1932 – Little Richard, ca sĩ-người viết ca khúc, nghệ sĩ dương cầm, diễn viên người Mỹ
- 1936 – Đào Vọng Đức, nhà vật lý học người Việt Nam
- 1939 – Đào Trọng Lịch, tướng lĩnh người Việt Nam (m. 1998)
- 1945 – Moshe Katsav, chính trị gia người Israel, Tổng thống Israel thứ 8
- 1978 – Bùi Đại Nghĩa, diễn viên người Việt Nam
- 1985 – André-Pierre Gignac, cầu thủ bóng đá người Pháp
- 1989 – Kwon Yuri, ca sĩ, vũ công, diễn viên người Hàn Quốc (Girls' Generation)
- 1998 – Conan Gray, ca sĩ, nhạc sĩ người Mỹ gốc Nhật lai Ireland
- 2000 – Choi Soo-bin, ca sĩ, thành viên nhóm nhạc nam Tomorrow X Together
- 2007 – Trịnh Lê Hoàng Trang, influencer, vũ công người Việt Nam

## Mất
- 334 – Lý Ban, hoàng đế nước Thành tại Trung Quốc, tức ngày Quý Hợi tháng 10 (s. 288)
- 1560 – François II, quốc vương nước Pháp (b. 1544)
- 1791 – Wolfgang Amadeus Mozart, nhà soạn nhạc người Áo (s. 1756)
- 1844 – Nghĩa Quốc công Nguyễn Phúc Miên Tể, hoàng tử con vua Minh Mạng nhà Nguyễn (s. 1822)
- 1870 – Alexandre Dumas, tác gia người Pháp (s. 1802)
- 1891 – Pedro II, hoàng đế Brasil (s. 1825)
- 1925 – Władysław Reymont, nhà văn người Ba Lan, đoạt giải thưởng Nobel (s. 1867)
- 1926 – Claude Monet, họa sĩ người Pháp (s. 1840)
- 1950 – Aurobindo, nhà hoạt động chính trị, thượng sư, triết gia, thi nhân người Ấn Độ, (s. 1872)
- 1965 – Joseph Erlanger, nhà sinh lý học người Mỹ, đoạt giải thưởng Nobel (s. 1874)
- 1986 – Lê Trọng Tấn, Đại tướng Quân đội nhân dân Việt Nam (s. 1914)
- 1977 – Aleksandr Vasilevsky, sĩ quan quân đội Liên Xô (s. 1895)
- 1989 – Lý Khả Nhiễm, họa sĩ người Trung Quốc (s. 1907)
- 2002
  - Ne Win, sĩ quan quân đội và chính trị gia người Myanmar (s. 1911)
  - Nguyễn Văn Thương, nhạc sĩ người Việt Nam (s. 1919)
- 2006 – David Bronstein, kỳ thủ Liên Xô sinh tại Ukraina (s. 1924)
- 2007 – Karlheinz Stockhausen, nhà soạn nhạc người Đức (s. 1928)
- 2012
  - Oscar Niemeyer, kiến trúc sư người Brasil (s. 1907)
  - Dave Brubeck, nghệ sĩ piano jazz người Mỹ (s. 1920)
- 2013 – Nelson Mandela, nhà hoạt động chính trị người Nam Phi, Tổng thống Nam Phi, đoạt giải Nobel (s. 1918)

## Những ngày lễ và kỷ niệm
- Ngày Tình nguyện Quốc tế vì sự phát triển kinh tế và xã hội (International Volunteer Day for Economic and Social Development)
- Đêm Krampus tại Áo